# Sedm moderních divů světa
Toto je seznam sedmi moderních divů světa vybraných Americkou společností stavebních inženýrů (ASCE).

## Panamský průplav

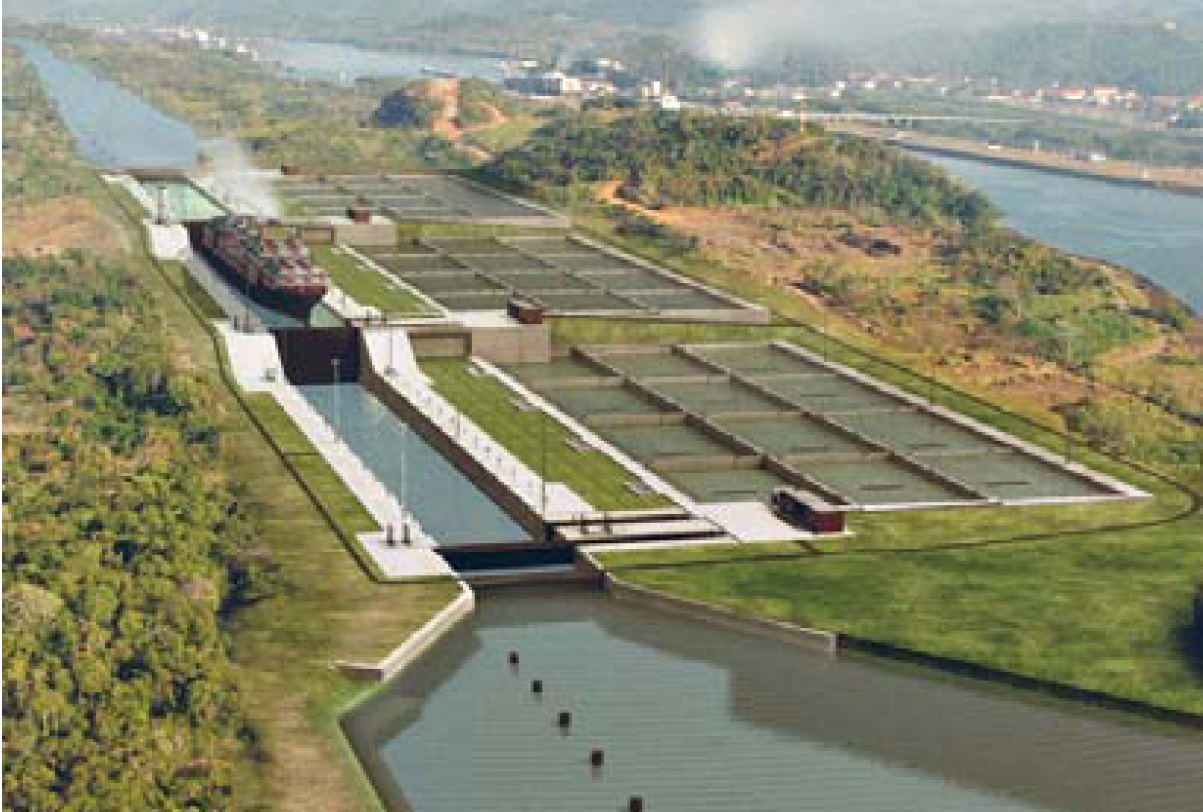
Panamský průplav

Panamský průplav je 77 km dlouhý průplav přes Panamskou šíji. Postavení průplavu umožnilo lodím plovoucích z New Yorku do San Francisca cestu kratší o 13 tisíc km, čili z 22,5 tisíce na 9,5 tisíce. Průplav se oficiálně začal stavět 1. ledna 1880, i když první zmínky o průplavu přes Panamskou šíji byly v roce 1534. Dokončení průplavu bylo 7. ledna 1914. V roce 2005 se přes průplav přeplavilo 278,8 milionu tun zboží. Panamský průplav je nejstarší ze sedmi moderních divů světa.

## Projekty Delta a Zuiderzee

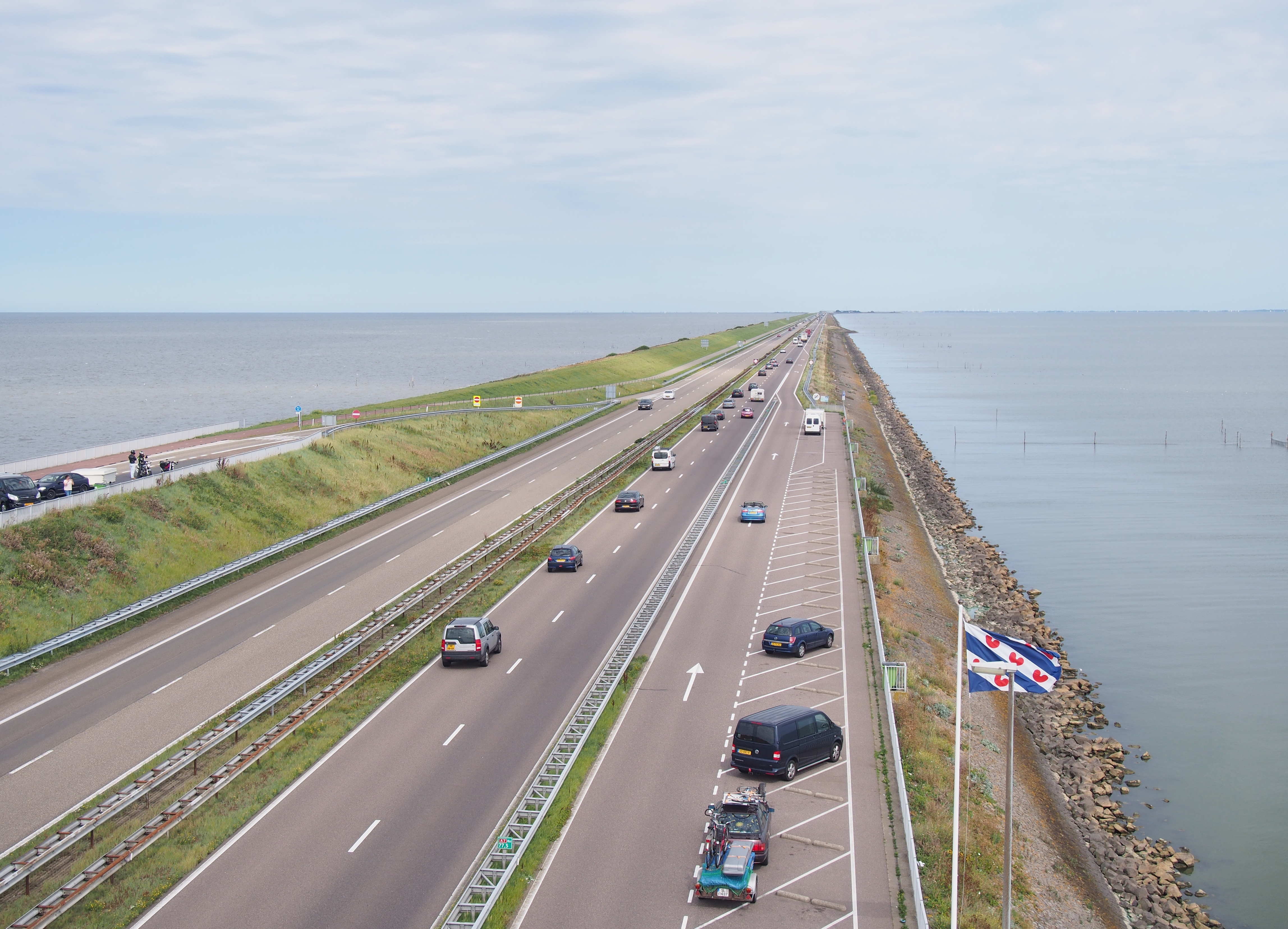
Projekt Zuiderzee

Projekty Delta a Zuiderzee byly dva největší vodohospodářské projekty Nizozemska v 20. století. Projekty byly realizovány v souvislosti s faktem, že většina Nizozemska je pod úrovní moře a je ohrožována povodněmi přicházejících z otevřeného moře. Stavba projektů začala v r. 1920 a skončila 10. května 1997. Projekt Delta zahrnuje hlavně přílivové bariéry ve společné deltě řek Rýn, Máza a Šelda. Největší pozornost z bariér má pravděpodobně pohyblivá bariéra Maeslantkering na Nové Máze. Tato uměle vybudovaná řeka teče i přes rotterdamský přístav (největší v Evropě) a proto nemohla být bariéra trvale zavřená, ale ani otevřená. Proto se přes den otevírá i zavírá. Postavení projektu Delta zajistilo i stavbu jednoho z nejdelších mostů na světě – Zeelandbrug s celkovou délkou 5 022 m a 50 oblouky. Největší součástí projektu Zuiderzeewerken je 32 km dlouhá hráz Afsluitdijk, která způsobila proměnění mořského zálivu Zuiderzee ve sladkovodní jezero IJsselmeer. V rámci projektu Zuiderzeewerken získalo Nizozemsko 1650 km² nové půdy díky zřízení několika rozlehlých polderů.

## Empire State Building

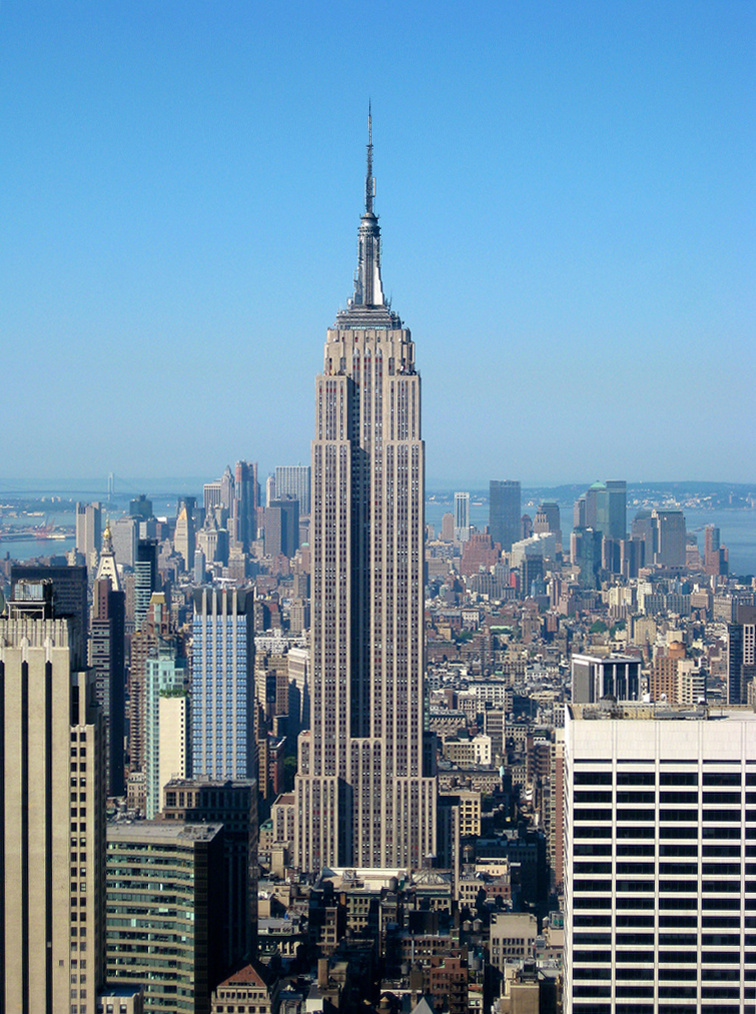
Empire State Building

Empire State Building je 443,2 metrů vysoký mrakodrap v New Yorku. Stavba mrakodrapu začala 22. ledna 1930 a skončila 1. května 1931. Po dokončení byl nejvyšší stavbou světa a nejvyšší budovou světa (předběhl Chrysler Building) a po Chrysler Building byla i druhým supertallom. Budova má 102 pater. Nejvyšší stavbou světa byla do roku 1954, dokud ji nepředběhl Vysílač KWTV. Nejvyšší budovou světa byl do roku 1972, kdy ji předčila vyšší budova Světového obchodního centra.

## Golden Gate Bridge

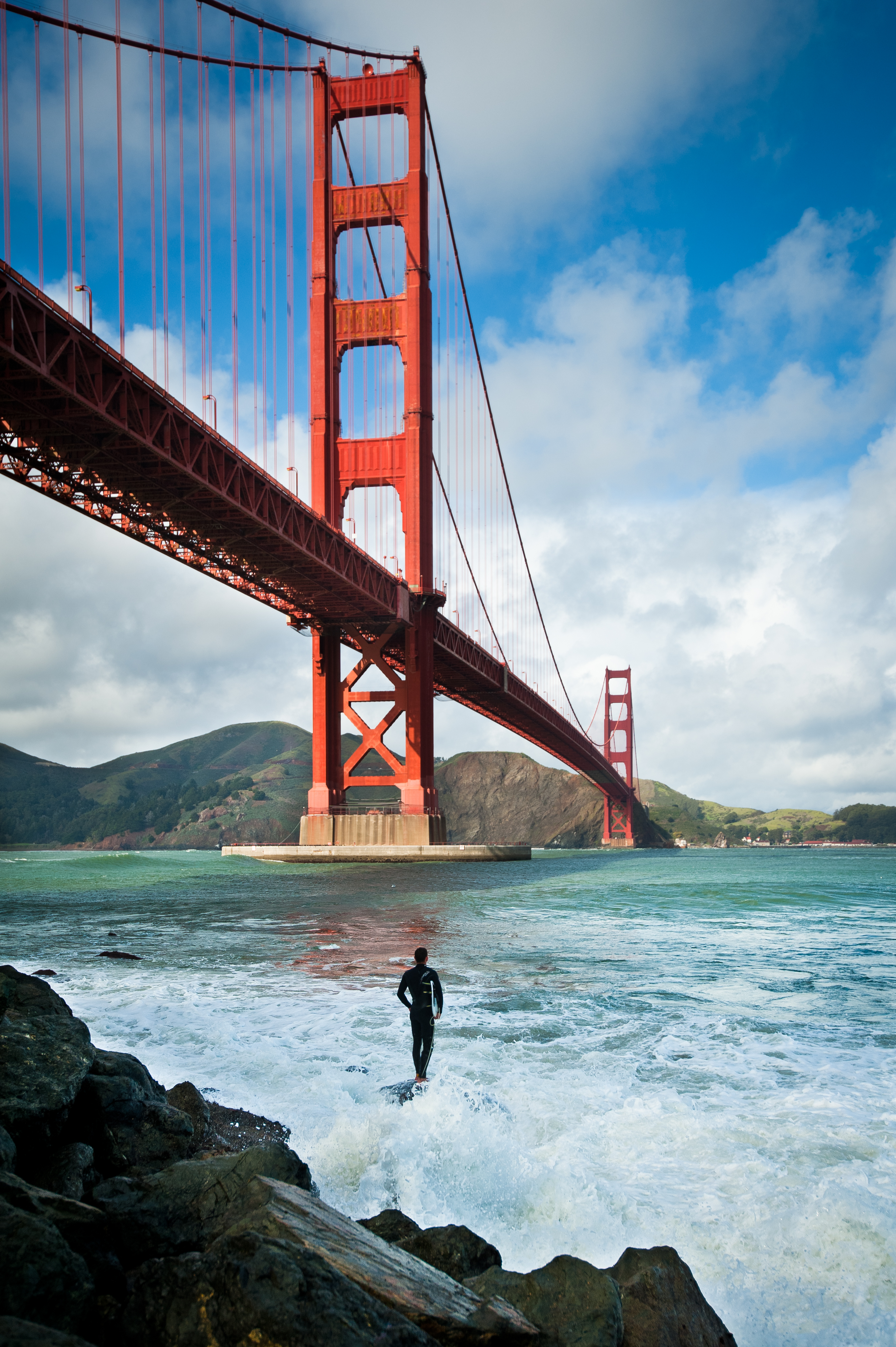
Golden Gate Bridge

Golden Gate Bridge je 2373,4 metrů dlouhý most přes průliv Golden Gate. Most je symbolem San Francisca. Na druhé straně mostu je Sausalito. Most se začal stavět 5. ledna 1933 a stavba skončila 27. května 1937. Před postavením mostu byl most s největším rozpětím George Washington Bridge. Golden Gate Bridge most předběhl a symbol Kalifornie předběhl newyorský Verrazano-Narrows Bridge. Rozpětí mezi pylony je 1280 metrů. Výška pylonů je 227,4 metru, čímž jsou osmé nejvyšší na světě. Denně přejede po mostě 300 tisíc vozů.

## Přehrada Itaipu

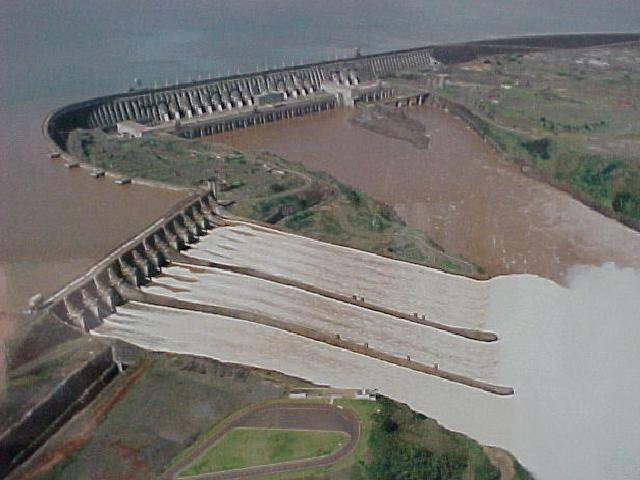
Přehrada Itaipú

Přehrada Itaipu je vodohospodářské dílo na řece Paraná na hranicích Brazílie a Paraguaye. Přehradní hráz je 256 metrů vysoká a 7 919 metrů dlouhá, přehradní jezero vytvořené přehradou je 170 km dlouhé a max. 12 km široké. Do jezera se vejde 29 miliard metrů krychlových (29 km³) vody. Při naplňování přehrady vodopády Guaíra zmizely z mapy. Itaipu znamená v překladu "zpívající kámen" a po přehradě bylo pojmenováno auto Itaipu E400. Stavba přehrady  začala na přelomu ledna a února 1970 a skončila 5. května 1984.

## CN Tower

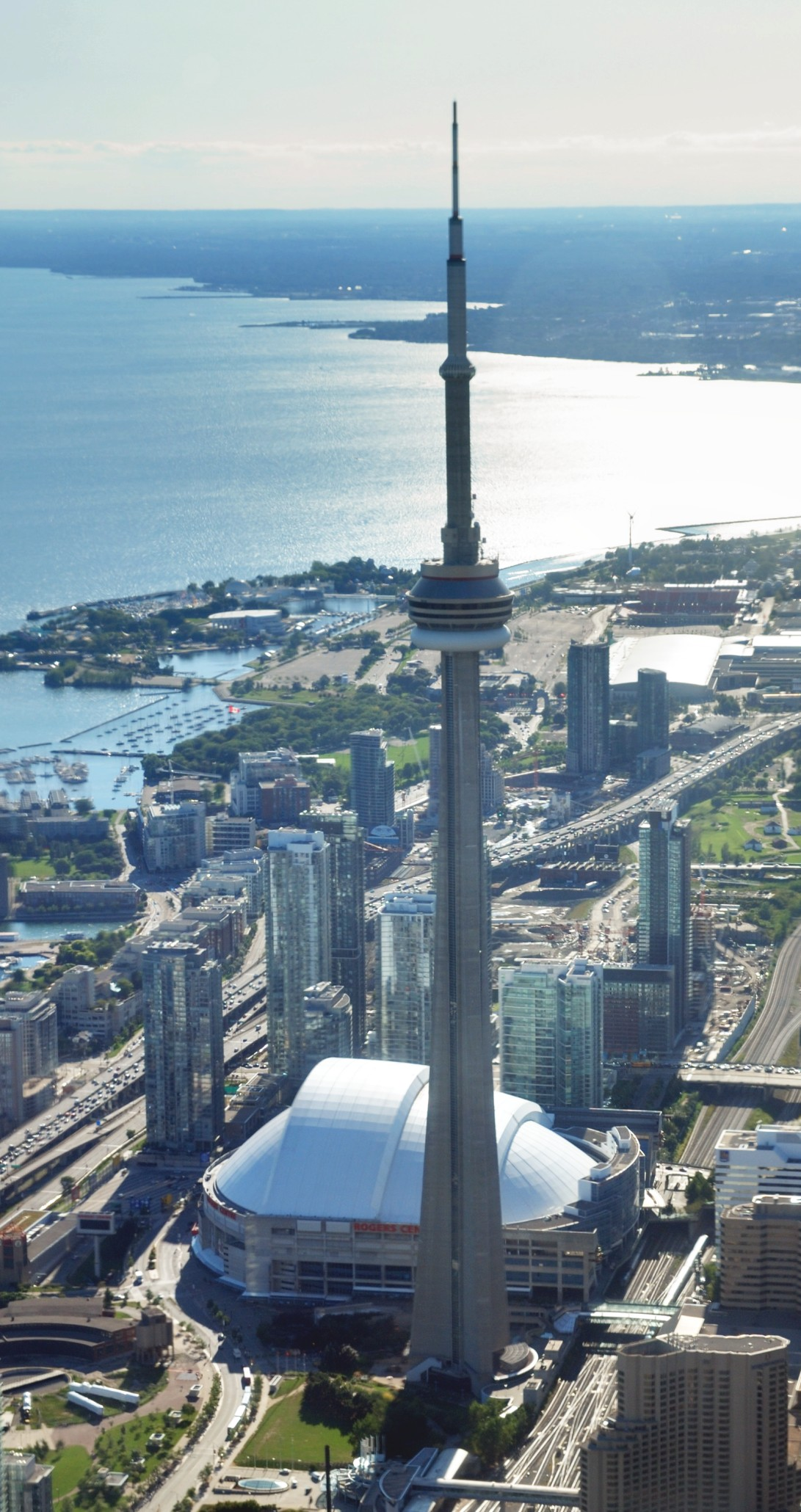
CN Tower

CN Tower je 553,33 metrů vysoká věž v Torontu. Stavba byla zahájena 6. února 1973. Věž byla dokončena 26. června 1976 a po dokončení získala několik titulů. Většinu z nich jich vzala moskevské věži Televizní věž Ostankino. Jeden z nich byl i nejvyšší samostatně stojící stavba, který ztratila až po dokončení Burdž Chalífa v roce 2010. Nejvyšší věží byla téměř stejně dlouho, čili do té doby, kdy nebyla dokončena Televizní věž v Kantonu. Vyhlídku má ve výšce 446,6 metru. Vyhlídka byla do roku 2008 nejvýše položená nad terénem, až po dokončení Shanghai World Financial Center, které má vyhlídku ve výšce 474 metrů. Dodnes je nejvyšší stavbou Kanady. Věž má 96 metrů vysokou anténu, čili tak vysokou jako je hodinová věž Westminsterského paláce v Londýně.

## Eurotunel

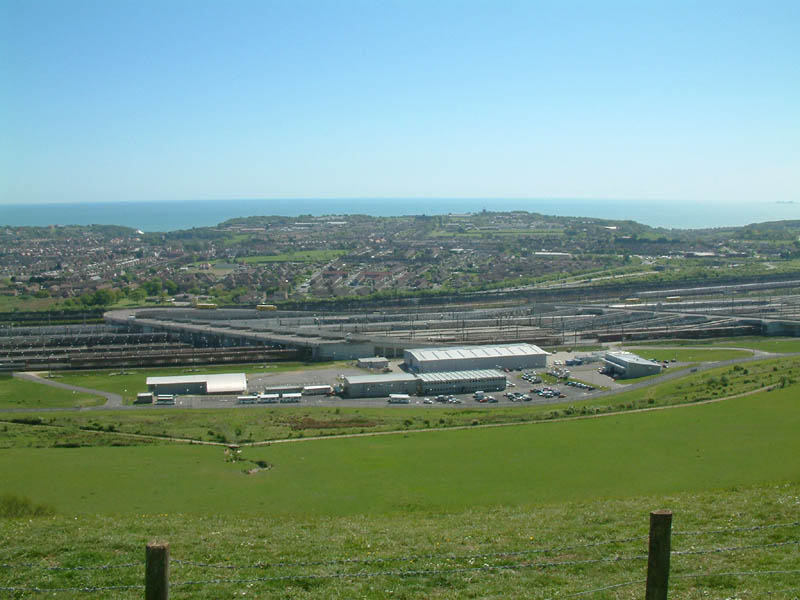
Eurotunel

Eurotunel je 50,45 km dlouhý tunel mezi Calais a Doverem. Vede pod Doverské / Calaiská úžina. Jeho stavba začala 1. prosince 1987 a skončila 6. května 1994. Eurotunel byl první spojení mezi Velkou Británií a pevninskou Evropou. První nápady na spojení Velké Británie a pevninské Evropy tunelem nebo mostem byly v roce 1802, kdy Albert Mathieu navrhl tunel pod úžinou, přes který by šly koně. Vlak Eurostar vede návštěvníky a turisty tunelem rychlostí 160 km/h a cesta trvá asi 35 minut.